# Vera (Groningen)

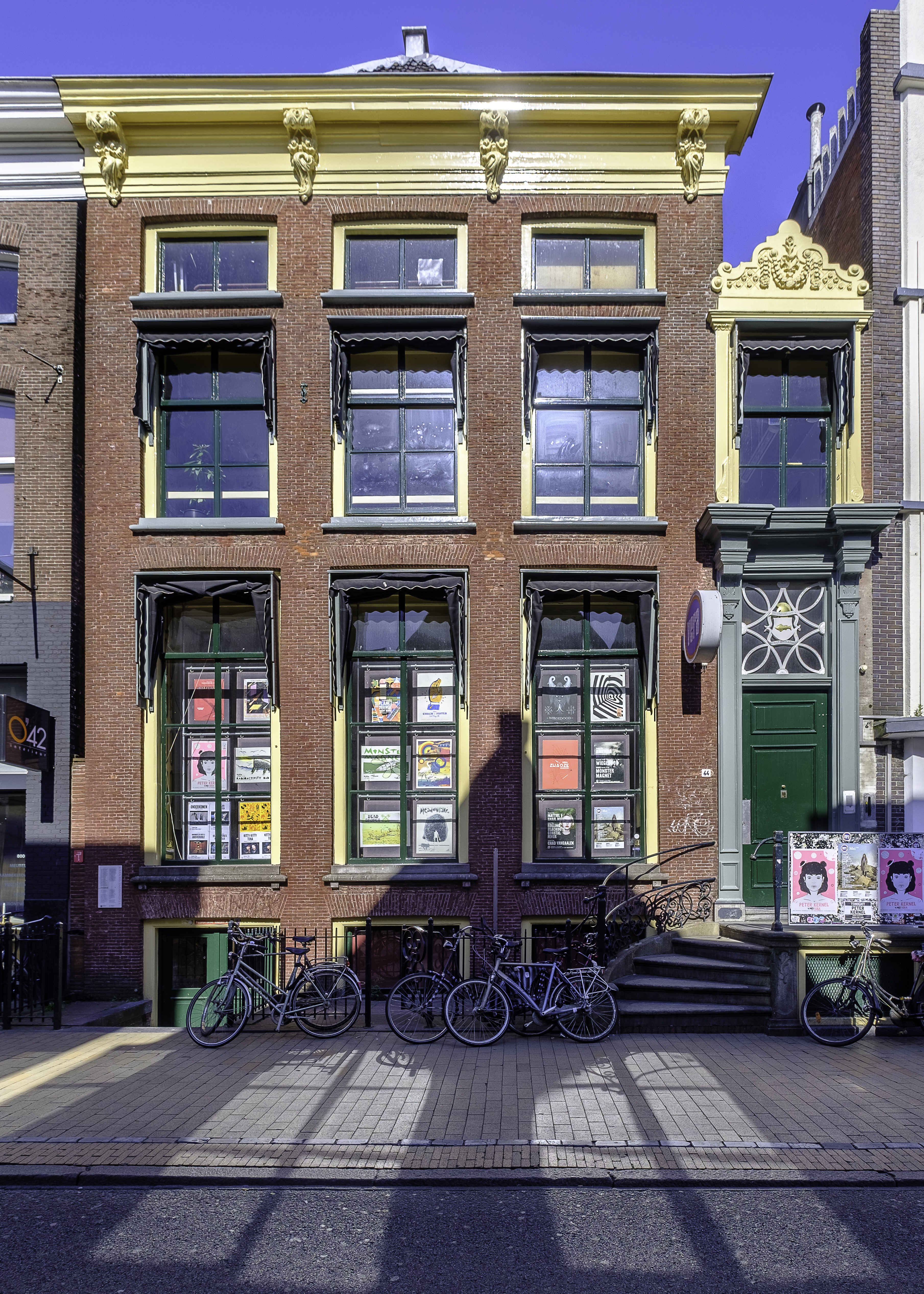
Het pand van Vera in 2018. De oudste delen stammen uit de veertiende eeuw. Het gebouw is een rijksmonument.

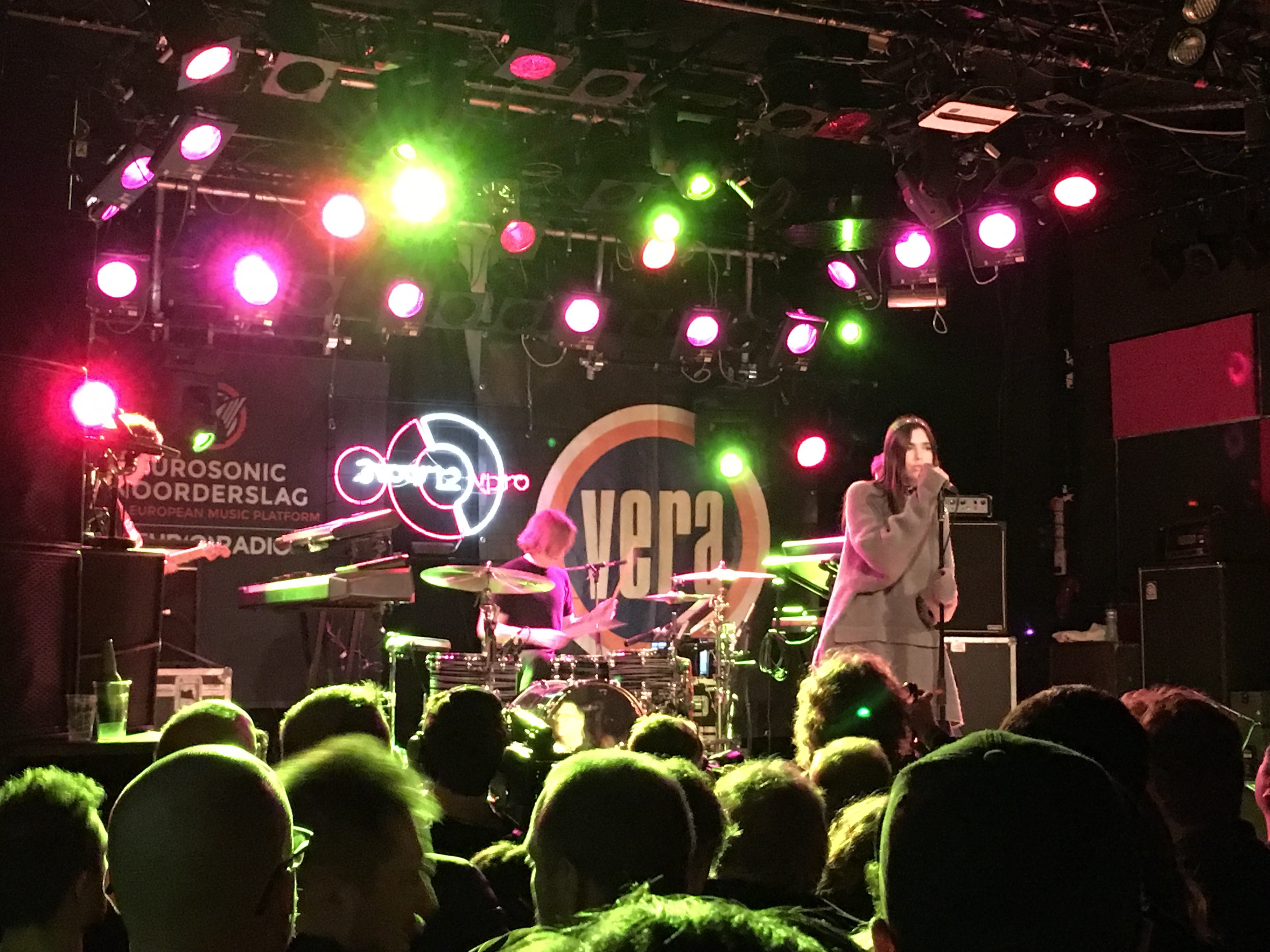
Optreden Dua Lipa in Vera tijdens Noorderslag in 2016

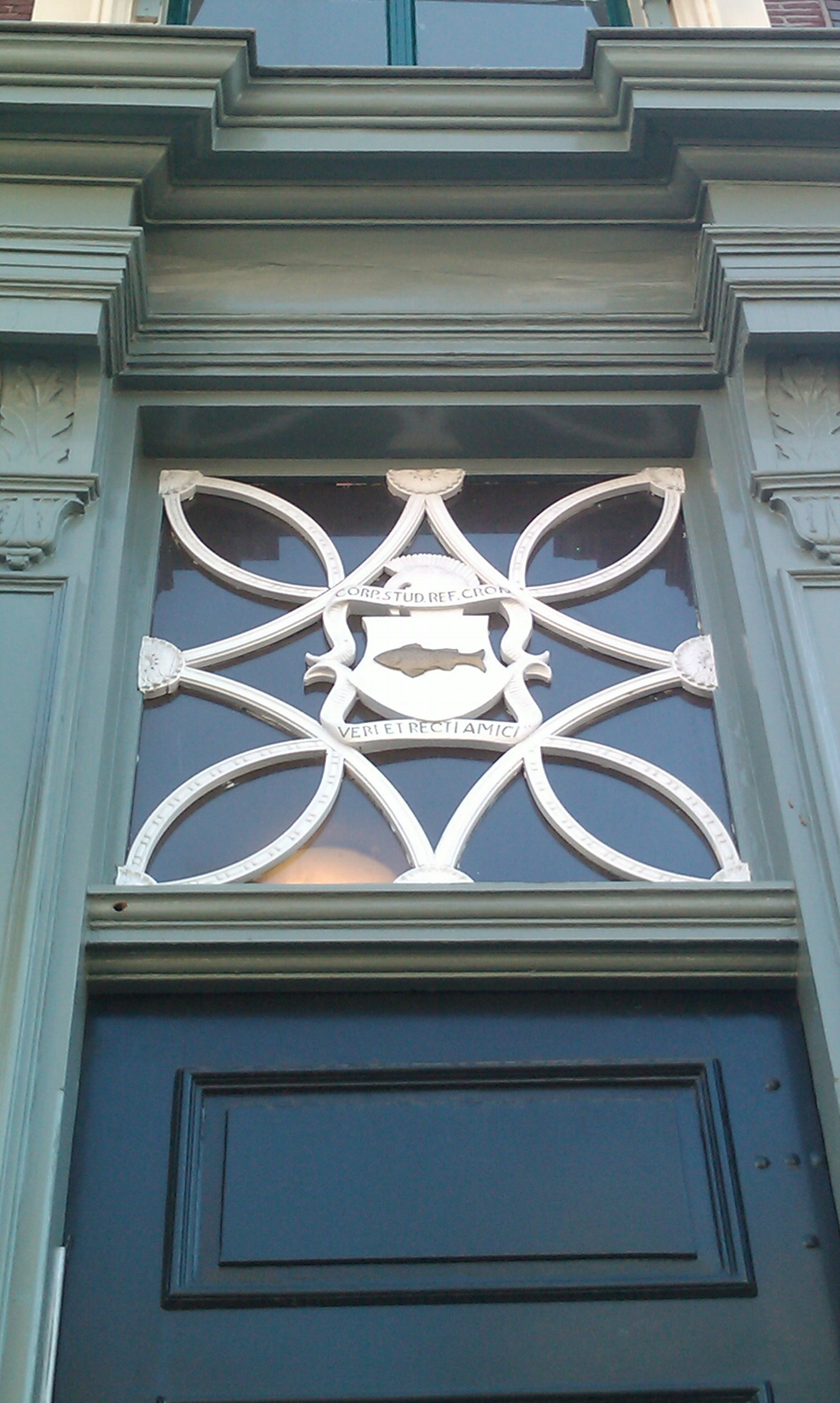
Het beeldmerk boven de ingang (met daarin de Ichthusvis en de oorspronkelijke volledige naam) herinnert nog aan het verleden van de vereniging

Vera is een poppodium van de stad Groningen, oorspronkelijk ontstaan uit een protestants-christelijke studentenvereniging. Het is gevestigd in een van de oudste panden van de stad.

## Geschiedenis
Het Corpus Studiosorum Reformatum Groningae 'Veri Et Recti Amici' ('ware en oprechte vrienden'), ofwel VERA, werd op 14 februari 1899 opgericht als debatteervereniging. Op 11 december 1912 sloot zij zich aan bij de Societas Studiosorum Reformatorum, een unie van gereformeerde studentenverenigingen in Nederland. De vereniging ontving op 26 of 27 juli 1947 een koninklijke erkenning. Het reformatorische karakter, en daarmee de identiteit van de vereniging, kwam in de jaren zestig sterk onder vuur te liggen.
In de jaren zestig ontstonden er bij de vereniging het Groninger Studentenorkest Mira (1964) en het Groninger Studentenkoor C.S.G. Gica (1965). Deze onderverenigingen splitsten zich enkele jaren na hun oprichting van VERA af, zodat ook niet-VERA-leden lid konden worden en de onderverenigingen zelf recht hadden op subsidie vanuit de universiteit. 
Vanaf 1970 konden HBO-studenten lid worden van de vereniging en vanaf 1974 gold dat ook voor niet-studenten. Vera werd toen een open jongerencentrum, met muziek, film en politieke werkgroepen. Begin jaren tachtig kwam de muziekprogrammering steeds centraler te staan. Vanaf 1986 werd Vera officieel een podium voor the international pop underground in plaats van een jongerencentrum. De Ichthus (vis) op de voorgevel van het pand herinnert nog aan de studentenvereniging en is in de vorm van een visgraat het symbool van Vera geworden.

## Locatie
Het pand waarin Vera gevestigd is, aan de Oosterstraat op nummer 44, is een van de rijksmonumenten in de Groningse binnenstad, en staat sinds 9 november 1971 ingeschreven in het rijksmonumentenregister. Het voormalige woonhuis dateert in oorsprong uit de veertiende eeuw. Het oorspronkelijke middeleeuwse steenhuis bestond uit een deels overwelfde kelder, een hoge begane grond (4,5 meter), een lage verdieping en een kap met zolderverdieping.

## Vrijwilligers
Vera heeft enkele betaalde krachten, waaronder de muziekprogrammeur. Van juli 1980 tot 2021 was Peter Weening de programmeur van Vera. Met Mark van der Ploeg heeft Peter Weening vijftig podcasts gemaakt over de muziek die door de jaren heen centraal stond in Vera. Sinds 2021 is Peter Dijkstra de programmeur van Vera.
De affiches voor de Vera-optredens zijn vermaard. Ze worden ontworpen door vrijwilligers van de zeefdrukgroep. De affiches worden in een oplage van minder dan honderd gemaakt en vormen vaak gewilde verzamelobjecten. In het boek Rockin on Paper (2006) over de geschiedenis van Vera staan afdrukken van 350 in eigen huis vervaardigde affiches. In 2020 exposeerde Willem Kolvoort met zijn Vera-affiches in het Groninger Museum.
Vera draait verder op vrijwilligers die lid zijn van de vereniging Vera. Tot de (voormalige) vrijwilligers van Vera behoren de schrijvers Bill Mensema, Ronald Ohlsen en Igor Wijnker (bekend van Rock City: verhalen uit muziekstad Groningen). Vera is ook een kweekvijver voor muziek- en filmprogrammeurs, waaronder Ruben Allersma (filmprogrammeur Forum Groningen), Robert van der Giesen (bekend van het voormalige Kiss 'n' Run Bookings), Koen ter Heegde (bekend van Subroutine Records en Yugofuturism), Niek Hofstetter (bekend van Subroutine Records), Harmen Huizenga (filmprogrammeur Slieker Leeuwarden), Henriette Poelman (directeur Internationaal Filmfestival Assen) en Joey Ruchtie (muziekprogrammeur voor De Oosterpoort, Eurosonic en Noorderzon). 
Andere bekende vrijwilligers waren Lisette Arendshorst (was DJ en filmmedewerker van Vera en in 2002 omgekomen bij de Joola scheepsramp), Pieter Bos (bekend van de voormalige platenzaak de Platenworm), Erik Dijkstra (was filmmedewerker van Vera en nu presentator), Ricky van Duuren (bekend als Fearless Cartooneer), James Keblas en Shannon Stewart (oprichters van The Vera Project in Seattle), Jan Kooi (was DJ en bekend van platenzaak Elpee), Ralf Koopman (van Vera Weekly en met Robin Eggens de initiator van de vijf Vera singles), Evert Nijkamp (DJ en bekend van GrunnenRocks.nl), Sjors Sevenhuijsen (organisator van Club Bavarois), René Veenstra (voormalig filmprogrammeur van Vera en nu hoogleraar sociologie), Sebastiaan Vos (voormalig DJ, nu bestuurslid van Vera en werkzaam bij de Groninger Archieven) en Jan Anco Zuidhof (bekend van winsummerfest).

## Optredens

### Artiesten en bands
In de loop der tijd stonden verschillende artiesten op het podium van Vera die later internationaal doorbraken. Aanvankelijk kwamen veel van deze bands uit Europa, zoals de Simple Minds, U2 en The Cure in 1980. De Australische zanger Nick Cave speelde eerst met The Birthday Party (1982) en later met Nick Cave and the Bad Seeds (1984) in Vera. Andere Australische bands in Vera waren bijvoorbeeld Dead Can Dance (1983), The Triffids (1985) en The Saints (1986). Vanaf midden jaren 80 kwamen bands steeds vaker uit Amerika, zoals Nirvana (1989), Soundgarden (1989), Pearl Jam (1992) en  The White Stripes (2001). Ook traden er in Vera soms artiesten op die al een carrière achter de rug hadden, zoals Max Roach (1979), Sun Ra (1980), R.L. Burnside (1980), Ronald Shannon Jackson & the Decoding Society, met als gitarist Vernon Reid (1981), Nico (1982), Bo Diddley (1982), Junior Walker (1983), Alex Chilton (1986), Curtis Mayfield (1987), Flaco Jiménez (1989), Gary Lucas (1990), Moe Tucker (met Sterling Morrison) (1992), Link Wray (1997) en Robert Crumb (1999).   
Tot de Nederlandse artiesten die in Vera optraden behoren: Doe Maar (1978), The Nits (1978), The Ex (1983), Claw Boys Claw (1984), Tröckener Kecks (1984), Urban Dance Squad (1989), Bettie Serveert (1992), Speedy J (1995), Osdorp Posse (1997), De Kift (1999), The Apers (2001), zZz (2005), Spinvis (2003), Elle Bandita (2006), Typhoon (2007), Lucky Fonz III (2008), De Staat (2009), Eefje de Visser (2010), John Coffey (2010), Kensington (2012), Mozes and the Firstborn (2012), Afterpartees (2013), Iguana Death Cult (2016), Dool (2017), Lewsberg (2017), Personal Trainer (2018), Altin Gün (2018) en Tramhaus (2021). Groningse bands die vaak in Vera optraden waren onder meer de Boegies (1981), Jammah Tammah (1993), Meindert Talma (1997), Junkie XL (1998), Traumahelikopter (2010) en The Vices (2019). 
De meeste optredens zijn van bands uit westerse landen. Sinds 2010 werden ook vaker artiesten uit andere delen van de wereld aangetrokken, zoals Zuid-Afrika (Gert Vlok Nel, 2010 en Jack Parow (2010)), Algerije (Imarhan (2016)), Mongolië (Hanggai, 2010) en Zuid-Korea (Jambinai, 2014).

### Muziekstijlen
De muziekstijl die door de jaren heen de boventoon voerde is rock, van new wave tot grunge tot punkrock. Soms was er ook reggae in Vera, zoals The Skatalites (2005) en Anthony B (2014). In Vera waren ook talrijke metalbands te zien voordat ze groot werden, zoals Slayer (1985), Paradise Lost (1991) en Nightwish (1999). Ook enkele pioniers uit de elektronische muziek zoals hiphop, drum 'n' bass en techno waren in Vera te zien onder wie Ken Ishii (1996), Autechre (1997) en Common (2000). Country of Americana was in Vera te zien middels onder andere Drive-by Truckers (2003). 

### Eurosonic Noorderslag
Jaarlijks vormt Vera een van de podia van Eurosonic. Tijdens dat festival traden in Vera talrijke bands op die snel daarna doorbraken, waaronder Tahiti 80 (2000), Franz Ferdinand (2004), The Libertines (2005), Ben Howard (2011), Iceage (2012), Bastille (2013), Royal Blood (2014), Oscar and the Wolf (2015), Dua Lipa (2016), IDLES (2017), Viagra Boys (2017), Black Midi (2019), Fontaines D.C. (2019), Black Country, New Road (2020), Squid (2020) en Dry Cleaning (2020).

## Poll
Sinds 1981 wordt er onder de bezoekers van Vera een jaarlijkse peiling gehouden, de poll, om te achterhalen welk optreden het meeste indruk gemaakt  heeft. In de Grote Zaal van Vera is een Wall of Fame met alle winnaars van de poll. Er is geen buitenlandse artiest die zo vaak in de Vera heeft opgetreden als Fred Cole en zijn vrouw Toody. Ze hebben opgetreden met hun bands Dead Moon en Pierced Arrows maar ook als duo. Bij hun debuut in 1990 wonnen ze de poll. Enkele bands wonnen de poll twee keer: The Jon Spencer Blues Explosion, Blonde Redhead, Protomartyr en Black Lips. Henry Rollins en Omar A. Rodriguez-Lopez wonnen de poll zowel solo als met, respectievelijk, the Rollins Band en At the Drive-In. In 2023 was Tramhaus de eerste Nederlandse winnaar van de poll. In 2012 kende de poll met Triggerfinger een Belgische winnaar.
| Jaar | Beste concert                      | Land     |  |
| ---- | ---------------------------------- | -------- |  |
| 1981 | Deutsch-Amerikanische Freundschaft | DEU      |  |
| 1982 | Virgin Prunes                      | IRL      |  |
| 1983 | Kowalski                           | GBR      |  |
| 1984 | The Gun Club                       | USA      |  |
| 1985 | The Scientists                     | AUS      |  |
| 1986 | Giant Sand                         | USA      |  |
| 1987 | Henry Rollins                      | USA      |  |
| 1987 | Naked Prey                         | USA      |  |
| 1988 | Rollins Band                       | USA      |  |
| 1989 | Screaming Trees                    | USA      |  |
| 1990 | Dead Moon                          | USA      |  |
| 1991 | The Jesus Lizard                   | USA      |  |
| 1992 | The Gories                         | USA      |  |
| 1993 | The Jon Spencer Blues Explosion    | USA      |  |
| 1994 | The Jon Spencer Blues Explosion    | USA      |  |
| 1995 | Shellac                            | USA      |  |
| 1996 | Blonde Redhead                     | USA      |  |
| 1997 | Blonde Redhead                     | USA      |  |
| 1998 | Godspeed You! Black Emperor        | CND      |  |
| 1999 | Mogwai                             | GBR      |  |
| 2000 | At the Drive-In                    | USA      |  |
| 2001 | Zen Guerilla                       | USA      |  |
| 2002 | Prong                              | USA      |  |
| 2003 | The Thermals                       | USA      |  |
| 2004 | The Hackensaw Boys                 | USA      |  |
| 2005 | Omar A. Rodriguez-Lopez            | PRI      |  |
| 2006 | Two Gallants                       | USA      |  |
| 2007 | Black Lips                         | USA      |  |
| 2008 | The Dodos                          | USA      |  |
| 2009 | Health                             | USA      |  |
| 2010 | Villagers                          | IRL      |  |
| 2011 | Davila 666                         | PRI      |  |
| 2012 | Triggerfinger                      | BEL      |  |
| 2013 | Parquet Courts                     | USA      |  |
| 2014 | together PANGEA                    | USA      |  |
| 2015 | Mike Krol                          | USA      |  |
| 2016 | Protomartyr                        | USA      |  |
| 2017 | Protomartyr                        | USA      |  |
| 2018 | IDLES                              | GBR      |  |
| 2019 | Jambinai                           | KOR      |  |
| 2020 | Otoboke Beaver                     | JAP      |  |
| 2021 | Black Lips                         | USA      |  |
| 2022 | Tropical Fuck Storm                | AUS      |  |
| 2023 | Tramhaus                           | NLD      |  |
| 2024 | King Hannah                        | GBR      |  |
| 2026 | TAXITAXI                           | NLD /GRN |  |

## Publicaties
- Ricky van Duuren en Niek Schutter: Rockin on paper. The Vera club. A history in posters. Spoetnik & VERA Groningen, 2006. ISBN 90-90-21438-0 Met DVD Excerpts from the VERA video archives
- P.A.J. Caljé: VERA. Vorming en vriendschap 1899-1974. 75 jaar gereformeerd studentenleven. Groningen, Holmsterland/SKF, 1989. (Uitg. ter gelegenheid van het 18e Vera lustrum, Groningen, 18 nov. 1989) ISBN 90-6247-302-4
- Vera tien jaar jongerencentrum. 1974-1984. Redactie Anton Roek en anderen. Groningen, Vereniging Jongerencentrum Vera, 1984. Geen ISBN

### V.E.R.A.-uitgaven
- Verakrant (1974-2013)
- Vera Almanak (1959-1969)
- Vera. Orgaan van het CSRG (1945-1950)